# Большекаменский сельсовет (Курганская область)
Большекаменский сельсовет — упразднённые административно-территориальная единица и муниципальное образование со статусом сельского поселения в Петуховском районе Курганской области Российской Федерации.
Административный центр — село Большое Каменное.

## История
Статус и границы сельского поселения установлены Законом Курганской области от 4 ноября 2004 года № 636 "Об установлении границ муниципального образования «Большекаменский сельсовет», входящего в состав муниципального образования «Петуховский район».
Законом Курганской области от 20 сентября 2018 года N 93, в состав Актабанского сельсовета были включены все два населённых пункта упразднённого Большекаменского сельсовета.

## Население
| 1989 | 2002 | 2004 | 2010 | 2012 | 2013 | 2014 |
| ---- | ---- | ---- | ---- | ---- | ---- | ---- |
| 570  | ↘407 | ↗417 | ↘193 | ↘186 | ↘168 | ↘150 |
| 2015 | 2016 | 2017 | 2018 | 2019 |      |      |
| ↘138 | ↘133 | ↘121 | ↘103 | ↘88  |      |      |

## Состав сельского поселения
| № | Населённый пункт | Тип населённого пункта       | Население |
| - | ---------------- | ---------------------------- | --------- |
| 1 | Большое Каменное | село, административный центр | ↘162      |
| 2 | Новая Лебяжка    | деревня                      | ↘31       |